# Oochoristica
Genre
Oochoristica est un genre de cestodes, des vers plats parasites, de la famille des Listowiidae.

## Liste d'espèces
Selon BioLib (9 août 2019) :
- Oochoristica agamae Baylis, 1919
- Oochoristica beveridgei Mašová, Tenora, Baruš & Koubek, 2010
- Oochoristica eremophila Beveridge, 1977
- Oochoristica gallica Dollfus, 1954
- Oochoristica koubeki Mašová, Tenora & Baruš, 2012
- Oochoristica piankai Bursey, Goldberg & Woolery, 1996
- Oochoristica rostellata Zschokke, 1905
- Oochoristica trachysauri (MacCallum, 1921)
- Oochoristica tuberculata (Rudolphi, 1819)
- Oochoristica vacuolata Hickman, 1954